# Strauppen
Strauppen ist ein Gemeindeteil der Stadt Rain  im Landkreis Donau-Ries (Regierungsbezirk Schwaben, Bayern).

## Geographie und Verkehr
Die Einöde gehört zur Gemarkung Wächtering. Strauppen ist etwa 8 km vom Stadtzentrum Rain entfernt. Über die 1 km entfernte Kreisstraße DON 30 ist der Hof an das überörtliche Straßennetz angeschlossen.

## Geschichte
„Strauben“ bedeutet in erster Linie „rauh hervorstehen“; Johann Andreas Schmeller erklärt dies mit ungeordnetem Haar, übertragen bezieht es sich auf die Lage Strauppens am rauen, emporstarrendem Hügel oder dem siedelnden „Strubo“ (= „der Rauhe“).
„Chunradus de Strupen“, der in einer Indersdorfer Traditionsnotiz von etwa 1150 als Zeuge genannt wird, war wohl noch Burgherr. Um 1160, eine Quelle datiert auf 1173, sind Chunrat und Seifrit de Strupen als Zeugen in den Traditionen des Klosters Neustift bei Freising genannt. 1190/98 sind „Syfridus und Conradus de Strumpen“ als Zeugen in einer weiteren Indersdorfer Traditionsnotiz genannt. In beiden Fällen dürfte es sich, da auch andere Zeugen aus der unmittelbaren Umgebung in diesen Urkunden vorkommen, um das Rittergeschlecht von Strauppen handeln. 

## Burgstall Strauppen
Nahe dem Anwesen, am Schlossberg, befindet sich ein Burgstall des Mittelalters. Diese Burg eines Ministerialengeschlechts war nach einer Notiz im zweiten Herzogsurbar der Wittelsbacher um 1280 bereits zerfallen. Der Burgstall war den Judmann verliehen, in einer Urkunde vom 25. Juli 1330 bezeichnen sich Arnolt und Berchtold, Söhne des Albrecht Judmann, als „genannt von dem Stauppenn“. Der Historische Verein Neuburg an der Donau fand die Anlage 1835 wie folgt vor: „Von dem Burgstalle Strauppen sind nur mehr die Wälle und Gräben übrig; das Gemäuer ist bis auf den Grund, den man hie und da noch vorwogen sieht, gänzlich verschwunden, und aller Wahrscheinlichkeit nach zu dem nach dem ehemaligen Burgstalle benannten Hofe verwendet worden.“
- Eintrag in der Liste der Bodendenkmäler

## Gemeindezugehörigkeit
Bei der Bildung der Gemeinden Anfang des 19. Jahrhunderts wurde Strauppen 1808 dem Steuerdistrikt Wallerdorf zugeteilt und seit dem zweiten Gemeindeedikt von 1818 gehörte der Ort zu Wächtering. Schulisch und kirchlich ist Strauppen seit „unfürdenklichen Zeiten“ mit Bayerdilling verbunden. Die selbstständige Gemeinde Wächtering und damit auch Strauppen gehörte bis zum 30. Juni 1972 zum Landkreis Neuburg an der Donau und wurde im Zuge der Gebietsreform in Bayern dem Landkreis Donau-Ries zugeschlagen, der bis zum 1. Mai 1973 die Bezeichnung Landkreis Nördlingen-Donauwörth trug. Am 1. Januar 1975 erfolgte die Eingemeindung in die Stadt Rain.

## Hofkapelle

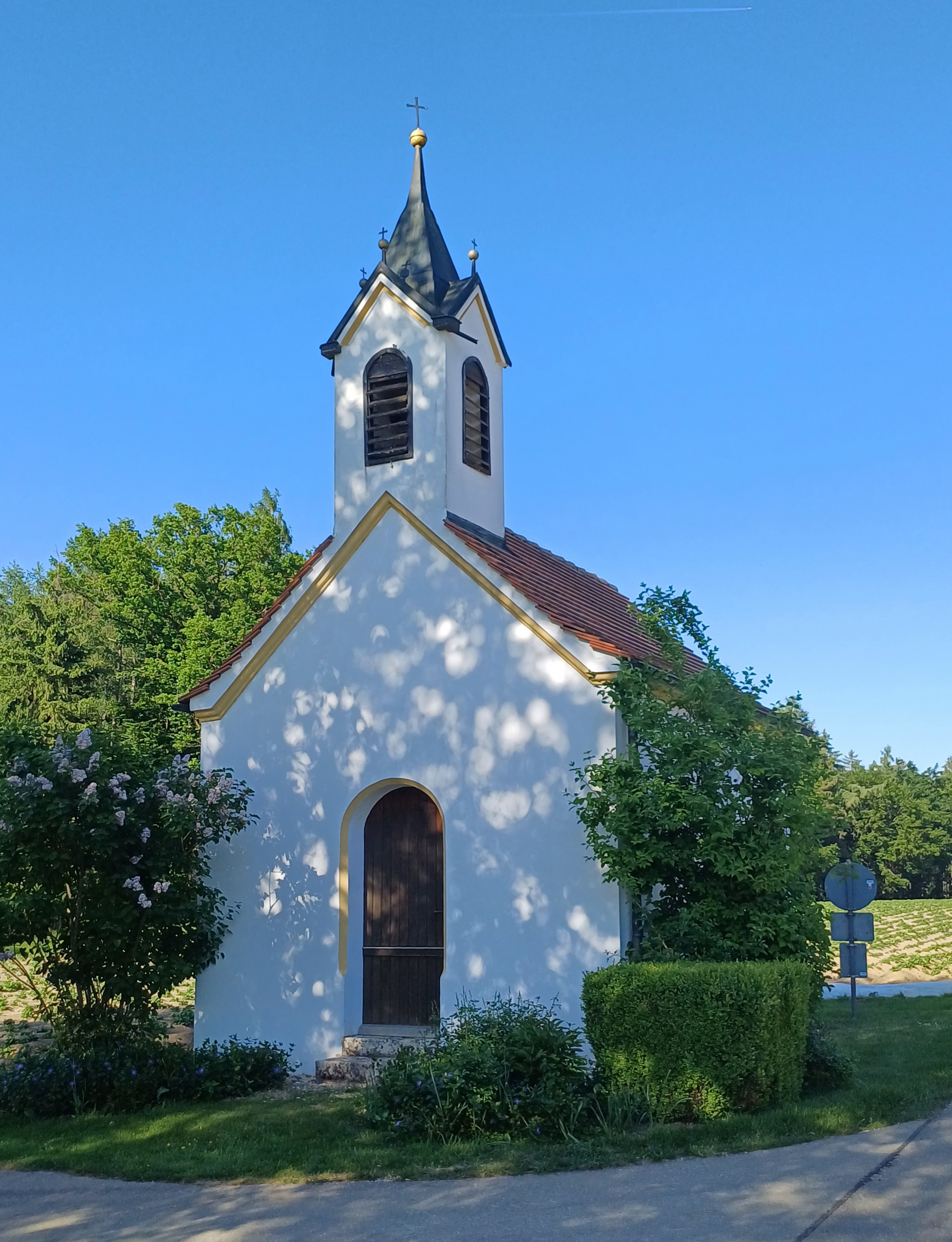
Kalvarienkapelle in Strauppen

Zum Hof gehört eine Katholische Kalvarienkapelle. Der Satteldachbau hat einen eingezogenen dreiseitigen Schluss und wurde im 18. Jahrhundert errichtet. Der Giebelreiter mit Spitzhelm ist aus dem 20. Jahrhundert.
- Eintrag in der Denkmalliste